# Acontia cretata
Acontia cretata là một loài bướm đêm thuộc họ Noctuidae. Chúng được tìm thấy ở California đến Texas và Oklahoma, phía bắc đến Colorado và Utah.
Sải cánh dài 22–27 mm. Con trưởng thành bay từ tháng 4 đến tháng 9.
Ấu trùng của loài đã được ghi nhận là nạn nhân của loài ong ký sinh Bracon mellitor; loài ong này chích con ngài và sinh trứng trong chúng.